# Georg Poetzsch-Heffter
Christian Georg Poetzsch-Heffter (* 6. Juni 1926 in Berlin; † 22. Juni 2013) war ein deutscher Jurist, Politiker und Beamter. Von 1971 bis 1988 war er Staatssekretär in Schleswig-Holstein.
Georg Poetzsch-Heffter wurde als fünftes von sechs Kindern des Professors für Staats- und öffentliches Recht Woldemar Friedrich Poetzsch-Heffter (1881–1935) und dessen Ehefrau Eva Heffter geboren. Nach seinem Jurastudium an den Universitäten von Kiel und Bern erhielt er 1953/54 ein von der Fulbright-Kommission vergebenes Stipendium und verbrachte ein prägendes Studienjahr in Washington in den USA.
Seit 1956 arbeitete er als Oberregierungsrat im Landesdienst Schleswig-Holsteins. Nach langjähriger Mitgliedschaft verließ Poetzsch-Heffter Anfang 1971 die FDP, wie viele andere eher konservative Parteimitglieder, die den Eintritt in die Sozialliberale Koalition 1969 nachhaltig ablehnten. 
Am 14. Juni 1971 wurde er zum Chef der Staatskanzlei von Schleswig-Holstein ernannt. Einige Monate danach trat er in die CDU ein.
Mit dem Wechsel des Ministerpräsidenten von Gerhard Stoltenberg zu Uwe Barschel wurde er nach einer Übergangszeit am 13. April 1983 als Staatssekretär in das Justizministerium von Schleswig-Holstein versetzt. Dort wirkte er als Bevollmächtigter beim Bund und für die EG. Nach dem Ableben von Ministerpräsident Uwe Barschel wurde er am 1. Dezember 1987 zum Staatssekretär des Innenministeriums ernannt. Mit der Wahl von Björn Engholm (SPD) zum Ministerpräsidenten wurde Poetzsch-Heffter zum 1. Juni 1988 in den einstweiligen Ruhestand versetzt. 
Georg Poetzsch-Heffter lebte unter anderem in Kiel. Er starb am 22. Juni 2013 im Alter von 87 Jahren und wurde in Altenholz beigesetzt. Er war bis zum Tod seiner Ehefrau Helga Poetzsch-Heffter, geborene Bustorff, verheiratet und hatte fünf Kinder (Regine, Arnd, Alf, Frank und Gabriele). Seine Sohn Arnd Poetzsch-Heffter wurde 1958 in Kiel geboren und später Informatiker und Professor für Softwaretechnik.